# Herbede
Herbede ist mit einer Fläche von rund 24 km² der größte Stadtteil von Witten. Er liegt ca. 5 km südwestlich des Wittener Stadtzentrums linksseitig der Ruhr am Rande des Niederbergisch-Märkischen Hügellandes und des Kemnader Sees. Den Ortskern bildet die Einkaufsstraße Meesmannstraße.

## Geografie

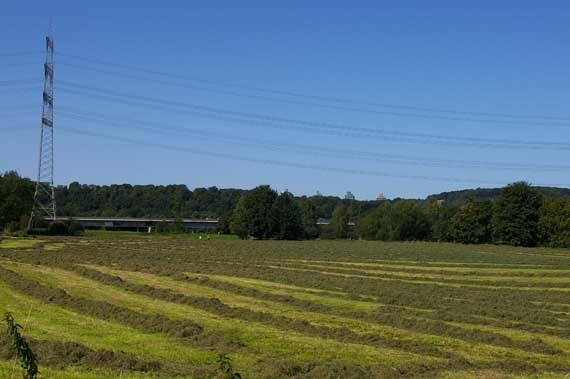
Wiesenflächen in Westherbede, im Hintergrund die A 43.

Herbede liegt direkt an der Ruhr und am Kemnader Stausee mit großen Freiflächen, Freizeitangeboten sowie zahlreichen Rad- und Wanderwegen. Im Süden gibt es hügelige, größere zusammenhängende Waldgebiete, die den Übergang ins Sauerland und Bergische Land bilden. Essen, Bochum und Dortmund sind in wenigen Minuten zu erreichen.

### Stadtteilgliederung

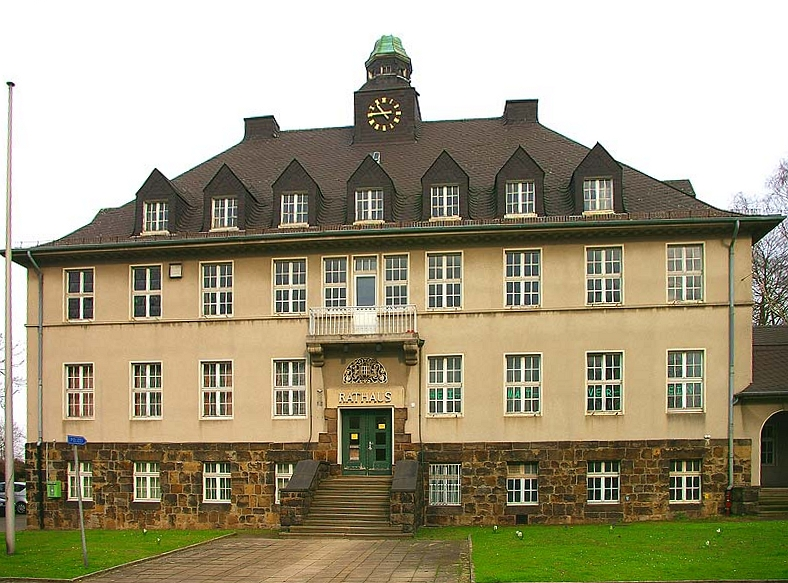
Ehem. Rathaus, bis 1975 Sitz der Stadtverwaltung

Der Stadtteil Herbede besteht aus verschiedenen Ortsteilen und fünf so genannten statistischen Bezirken, die mit Nummern versehen sind. Es handelt sich um
- 81 Herbede-Ort
- 82 Vormholz
- 83 Bommerholz-Muttental
- 84 Durchholz
- 85 Buchholz-Kämpen.

Zwischen 1951 (Verleihung der Stadtrechte) und 1975 (Eingemeindung Herbedes durch Witten) bestand die Stadt Herbede aus den Stadtteilen Herbede-Ort, Vormholz, Durchholz, Bommerholz, Kämpen und Buchholz (ab 1970).

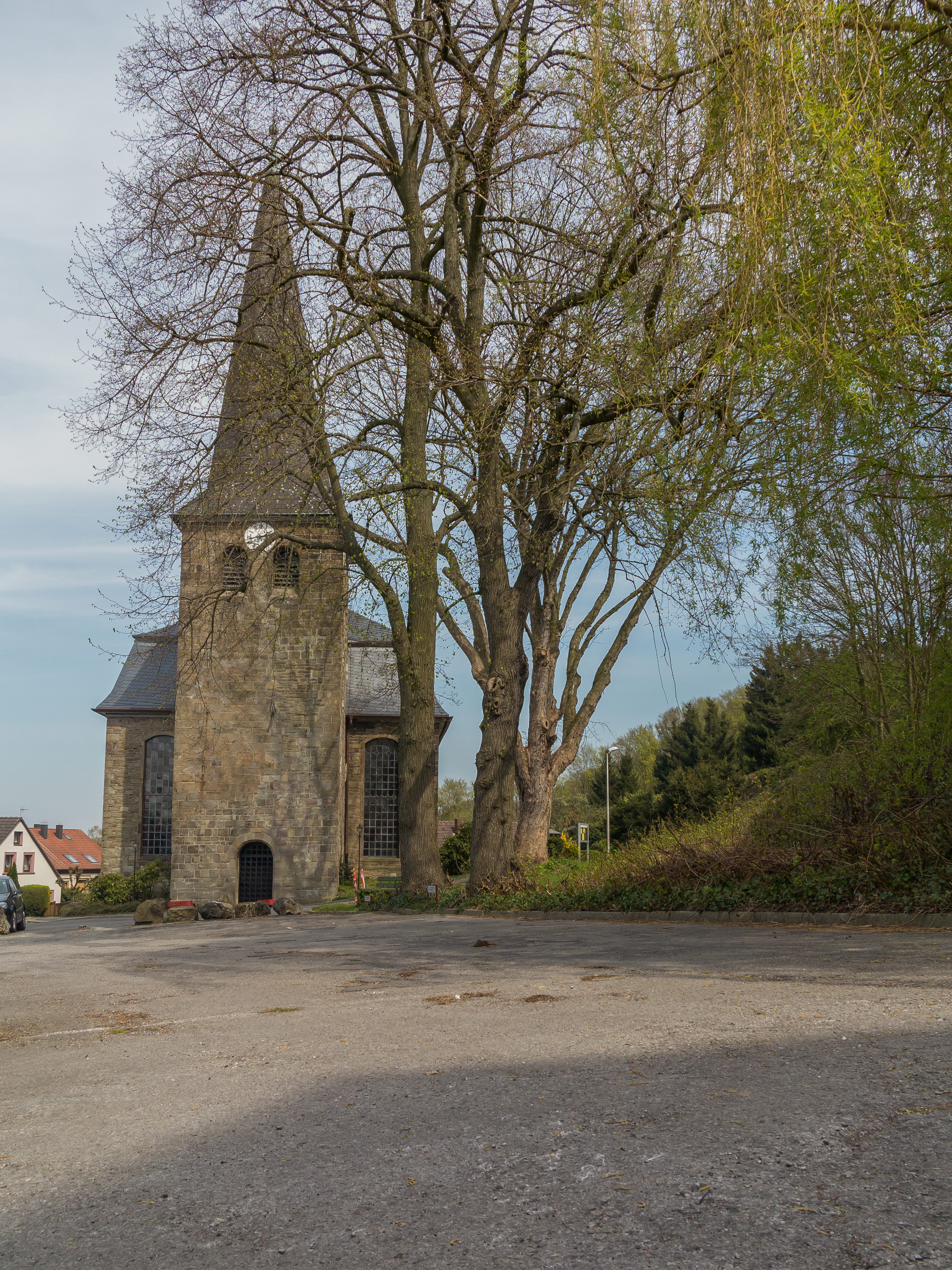
Evangelische Kirche

## Geschichte

Projektierte Straße zwischen Blankenstein und Herbede, Teil I, 1820

Projektierte Straße zwischen Blankenstein und Herbede, Teil II, 1820

Herbede wurde 851 erstmals urkundlich erwähnt als Villa Herribeddiu. 1032 wurde die Kirche St. Vitus, die zur Abtei Deutz gehört, gebaut. Haus Herbede wurde 1208 erstmals urkundlich genannt, eine Ruhrbrücke bei Herbede wurde 1347 erstmals erwähnt. 1589 hielt die Reformation Einzug in Herbede. Eine Schule für das Kirchspiel wurde 1606 errichtet. 1683 erhielt Herbede das Recht, einen Wochenmarkt durchzuführen. Aufgrund des Widerstands der Nachbarstädte Witten und Hattingen wurde dieses Recht jedoch 1689 zurückgezogen.
Die Herbeder Schleuse wurde 1780 in Betrieb genommen. Der Fabrikant Friedrich Spennemann errichtete 1783 zwei Hämmer. Die Stahl- und Eisenfabrik Herdegen nahm 1788 den Betrieb auf. 1811 wurde eine neue Schleuse gebaut, 1828 ein Postamt eröffnet und 1860 ein Walzwerk. Die Ruhrtal-Bahn verband Herbede ab 1868 mit dem Rheinland. Das Amt Heven-Herbede wurde 1886 gegründet, dazu gehörten Ost- und Westherbede, Durchholz, Vormholz und Heven. Pfarrvikar Johannes Wächter errichtete 1889 zusammen mit Franziskanerinnen ein Schwesternhaus, das auch als Waisenhaus diente. Der Anschluss an das Wasserversorgungsnetz erfolgte 1894, das Rathaus Herbede wurde um 1900 errichtet, 1906 wurde Herbede elektrifiziert.
Am 1. April 1926 wurde aus den Gemeinden Durchholz, Vormholz, Ostherbede und Westherbede die Gemeinde Herbede gebildet. Das Gasversorgungsnetz wurde 1927 in Betrieb genommen. Anlässlich der 1100-Jahr-Feier erhielt Herbede am 14. Juli 1951 die Stadtrechte. Im Rahmen einer Gebietsreform wurde am 1. Januar 1970 der Ortsteil Buchholz der bisherigen Stadt Blankenstein eingegliedert. 1971 wurde der Streckenabschnitt der A 43 freigegeben. Am 1. Januar 1975 wurde Herbede nach Witten eingemeindet.
Der Kemnader See wurde 1980 eröffnet. Bruno J. Sobotka und Freunde gründeten 1982 den Förderverein Haus Herbede, heute Förderverein Wittener Herrenhäuser. Der spätere Kardinal Franz Hengsbach eröffnete 1985 das Altenzentrum St. Josefshaus. Das erste Herbeder Oktoberfest fand 1986 statt, seither lockt das Stadtfest viele Besucher an. Nach aufwendigen Restaurierungsarbeiten wurde das Haus Herbede 1988 der Öffentlichkeit übergeben. Nach dem teilweisen Zerfall des Gemäuers und der zeitweiligen Nutzung als Wohnhaus diente es seitdem unter anderem als Bühne für Kleinkunst und Ausstellungsraum für bildende Künstler.

## Bildung
Im direkten Einzugsbereich Herbedes gibt es zwei Universitäten (Universität Witten/Herdecke, Ruhr-Universität Bochum).

## Infrastruktur und Wirtschaft

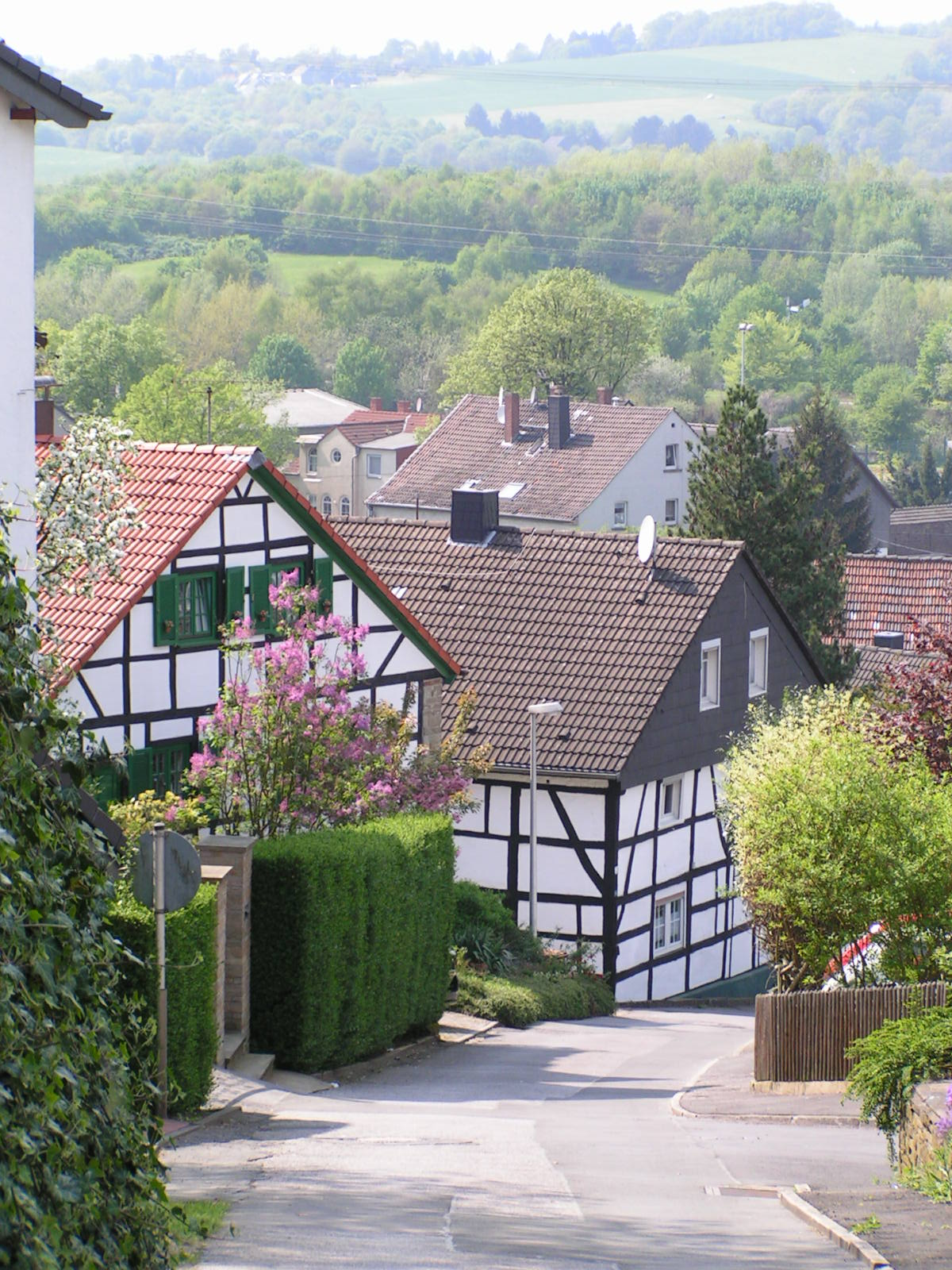
Fachwerk-Idylle in der Schulstraße 2006

### Verkehr

#### Schienen-, Straßenbahn- und Busverkehr
Der ÖPNV wird in Herbede durch die Buslinien 320, 374, 375, SB 38 und SB 67 sichergestellt. Der Regionalbahnhof in der Innenstadt von Witten ist in 16 Minuten zu erreichen, der nächste Fernverkehrsbahnhof in Bochum innerhalb von etwas mehr als 30 Minuten.
| Linie | Verlauf | Takt (Mo–Fr) |
| ----- | --- | ------------ |
| 320   | Witten-Rüdinghausen – Witten-Annen – Witten Rathaus / Husemannstr. – Witten Hbf – Heven Dorf – Freizeitbad Heveney – Bochum-Querenburg, Ruhr-Universität / Herbede Mitte – Hattingen Steinenhaus – Niedersprockhövel Kirche | 60 min       |
| 374   | Bochum-Querenburg, Ruhr-Universität – Witten-Heven – Herbede | 60 min       |
| 375   | (Witten-Kämpen – Herbede) / Bochum-Querenburg, Ruhr-Universität – Witten-Heven – Witten Hbf – Witten Rathaus – Annen Markt – Witten-Annen – Holzkamp-Gesamtschule – Wartenberg / Große Borbach                              | 30/60 min    |
| SB38  | Hattingen Mitte – Burg Blankenstein – Haus Kemnade – Witten-Herbede – Witten Hbf – Witten-Bommern – Wetter-Wengern – Wetter Bf – Grundschöttel – Gevelsberg-Silschede – Gevelsberg Hbf – Milspe – Ennepetal Busbahnhof      | 60 min       |
| SB67  | Wuppertal Hbf – Haßlinghausen Busbahnhof – Niedersprockhövel Kirche – Herbede Mitte – Freizeitbad Heveney – Heven Dorf – Ruhr-Universität                                                                                   | 60 min       |

In den Außenbezirken von Herbede gibt es aufgrund der dünnen Besiedlung nur ein rudimentäres Busnetz. Der Versuch, einen Bürgerbus einzurichten, scheiterte 2006 mangels aktiver Unterstützung durch die Bevölkerung.
Von April bis November bedient an einigen Tagen die Museumseisenbahn „RuhrtalBahn“ die beiden Herbeder Haltepunkte „Witten-Herbede“ und „Ruine Hardenstein“.
Nach einer positiven Machbarkeitsstudie könnte der Haltepunkt Herbede ab frühestens 2032 wieder für den regelmäßigen Personenzugverkehr genutzt werden, wodurch Herbede eine direkte Zugverbindung u. a.nach Hagen und Essen erhalten würde.

#### Straßen
Herbede ist durch die Bundesautobahn 43 an das Fernstraßennetz angebunden.

### Wirtschaft

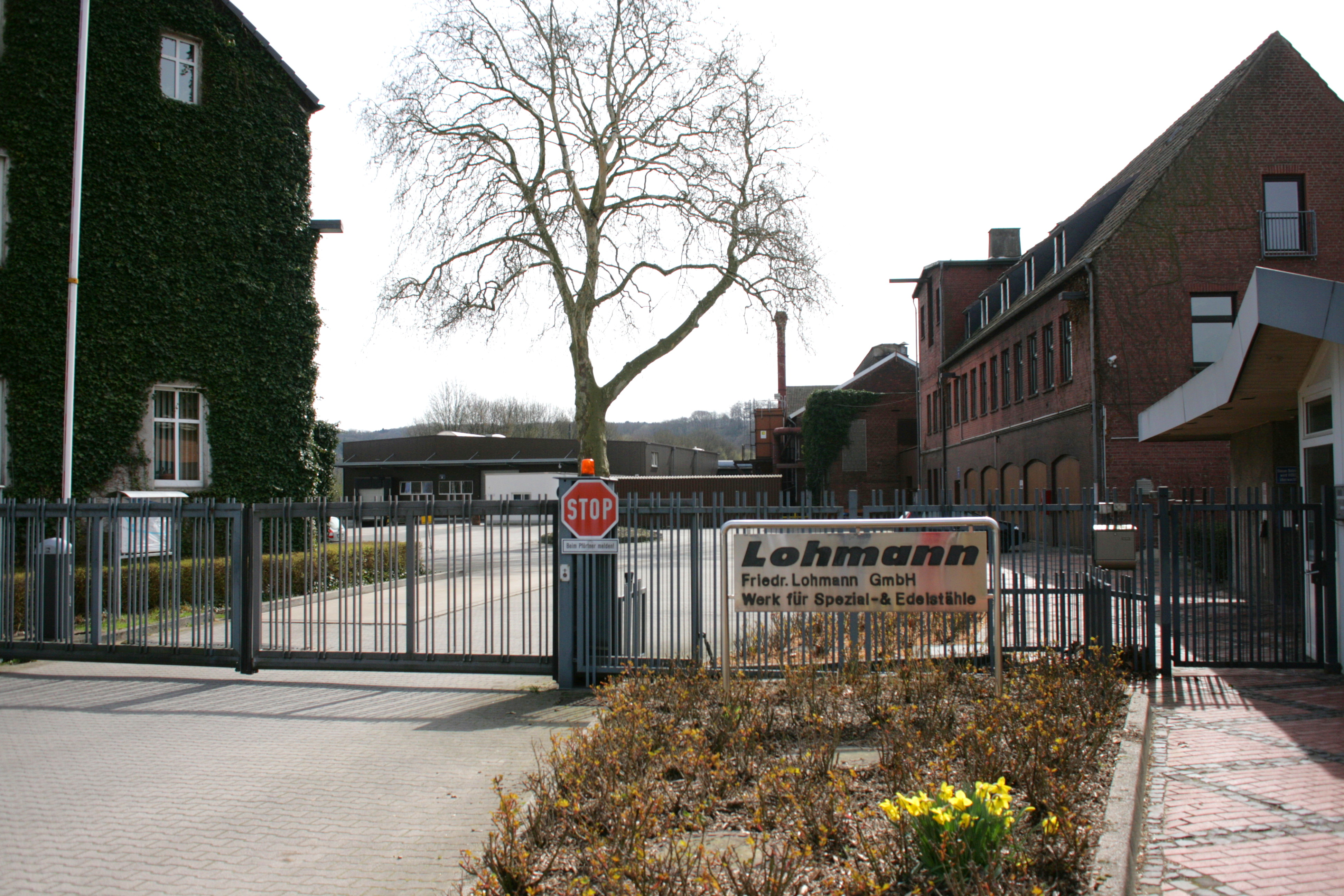
Lohmann-Werksgelände in Herbede

- GLORIA Haus- und Gartengeräte GmbH
- Pleiger GmbH, Maschinenbau, elektronische Maschinensteuerungen und Kunststofftechnik
- boesner GmbH holding, Künstlerbedarf, über Deutschland hinaus agierendes Unternehmen
- Friedr. Lohmann GmbH, Werk für Spezial- und Edelstähle

### Bürgerkreis
Der Bürgerkreis Herbede e. V. geht auf eine Initiative von Privat- und Geschäftsleuten im März 2003 zurück. Die offizielle Vereinsgründung erfolgte am 11. Juli 2005. Das Anliegen des Bürgerkreises ist es, eine Plattform für bürgerschaftliches Engagement zu bieten.

### Medien
Das Medienangebot entspricht dem Medienangebot der Stadt Witten.
Darüber hinaus erscheinen in Herbede:
- Image (Monatsmagazin mit dem Schwerpunkt Herbeder Einzelhandel)
- Der Herbeder (monatliches Anzeigenmagazin mit den Schwerpunkten Stadtgeschichte, Vereine und Politik vor Ort).

Beide Publikationen erscheinen in den Herbeder Ortsteilen Herbede-Mitte, Buchholz und Kämpen, in Vormholz und Durchholz sowie außerhalb Herbedes in Lake.

## Kultur und Sehenswürdigkeiten

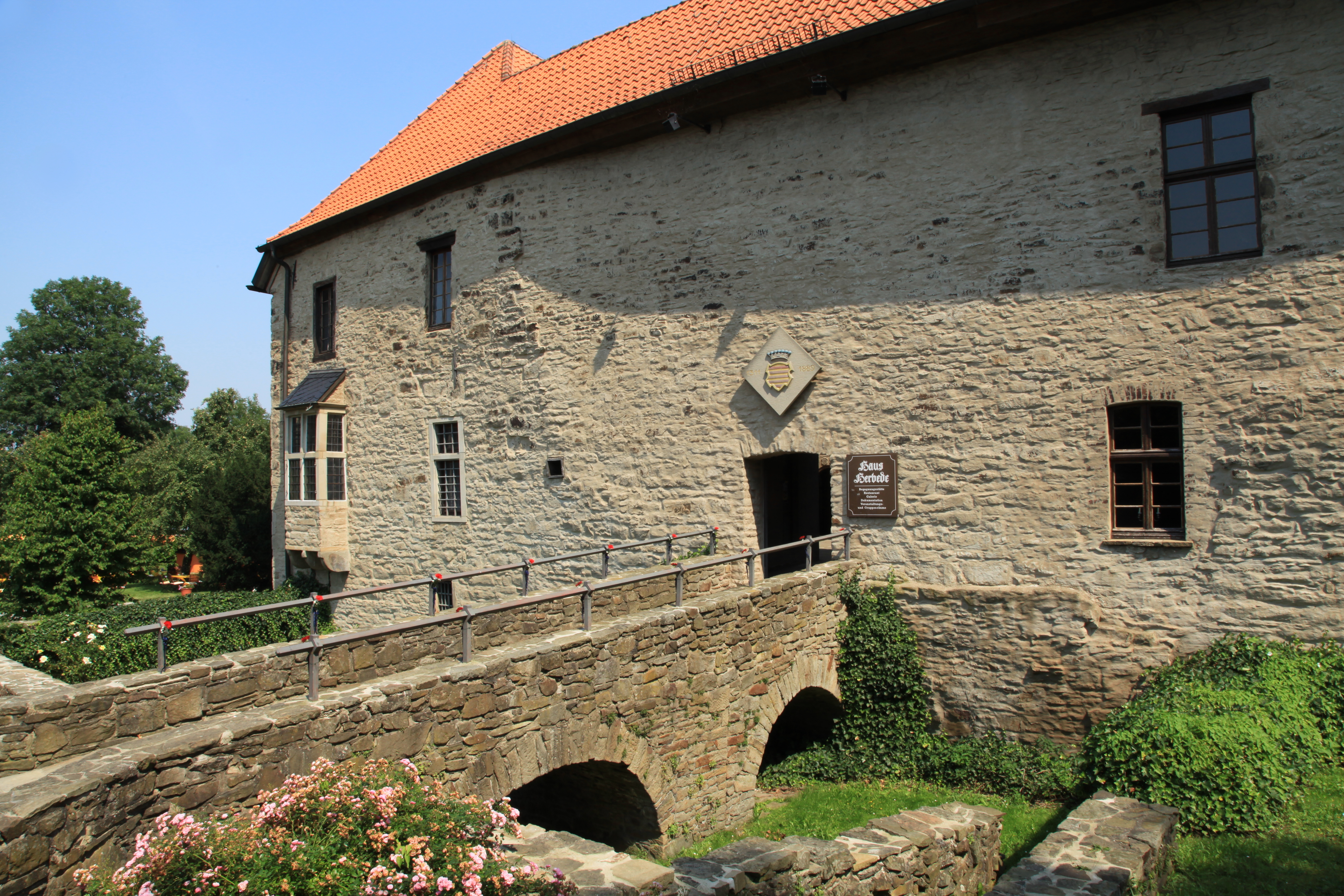
Haus Herbede

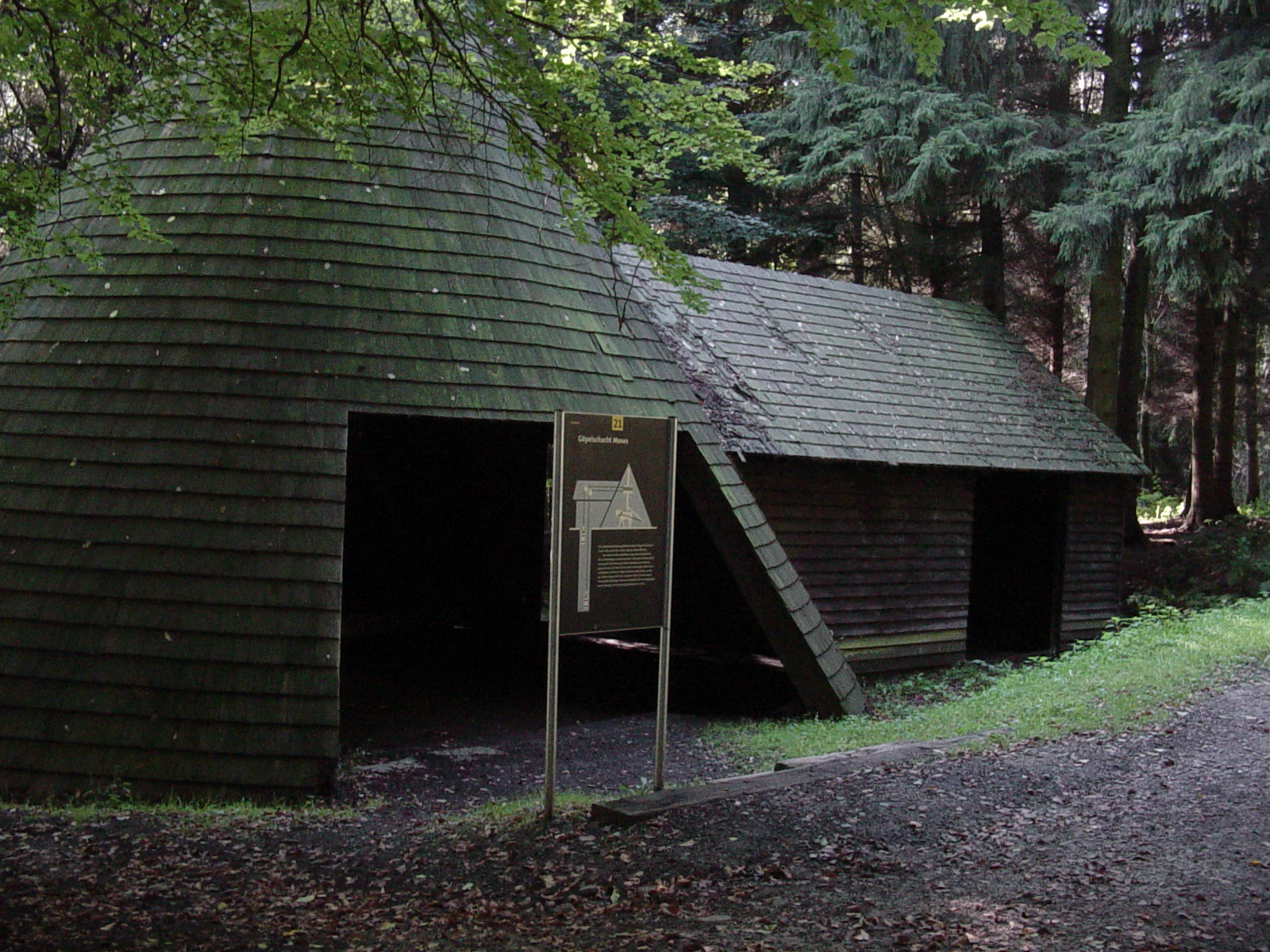
Göpelschacht Moses im Vormholzer Teil des Muttentals

In Herbede findet sich mit dem ehemaligen Adelssitz Haus Herbede aus dem 12. Jahrhundert das älteste Gebäude Wittens.
In Herbede gibt es mehrere Anleger für das Fahrgastschiff Schwalbe II, das jedoch nur in den Sommermonaten zwischen dem Kemnader See und Bommern verkehrt. Mit Saisonbeginn Anfang April können Brautpaare die „Schwalbe“ chartern, um sich an Bord trauen zu lassen. Die Betreiber der „Schwalbe“ sind die Stadtwerke Witten.
Zu Herbede (Gemarkungen Ostherbede und Vormholz) gehört auch der Bereich des Naturschutzgebiets Hardenstein mit der Burgruine Hardenstein und Teilen des Bergbauwanderwegs Muttental.
In der Nähe der Ruine verkehrt die Hardenstein zwischen der südlichen Herbeder Ruhrseite und der nördlichen Hevener Ruhrseite, auf der die Herbeder Schleuse liegt.
Herbede gehört 2007 zu den immer weniger werdenden Stadtteilen im Ruhrgebiet, die noch über ein klassisches Zentrum mit inhabergeführten Einzelhandelsgeschäften verfügen.
Sehenswert ist auch die denkmalgeschützte Evangelische Kirche.

## Trivia
Der Hellweger Anzeiger berichtete am Samstag, dem 8. Februar 1865 von folgendem Vorfall in Herbede:
"In einem hiesigen wohlhabenden Bürgerhause soll kürzlich eine alte Frau in auffallender Weise von ihrem Lebensende überrascht worden sein. Schwiegermutter und Schwiegertochter - bekanntlich ein schwieriges Gespann am Wagen friedlicher Häuslichkeit - gerieten in heftigen Wortwechsel, wobei die Erstere sich dermaßen aufregte, daß sie scheinbar von einer Ohnmacht ergriffen wurde, die aber in einen Schlaganfall überging und den Tod augenblicklich herbeiführte. Der Weise des Alten Testaments sagt mit Recht: 'Eifer und Zorn verkürzen das Leben.'"